# Fort Sint Michiel (Curaçao)
Fort Sint Michiel is een van de acht forten op het eiland Curaçao en staat in het gelijknamige dorp Sint Michiel (ook bekend als Boca Samí). Daarmee is het het enige fort dat niet in Willemstad staat. Het ligt nabij de ingang van de Sint Michielsbaai op de zuidoever en is waarschijnlijk in 1701 gebouwd. Samen met eenzelfde geschutsbatterij aan de noordkant beschermde het de toegang tot de baai.

## Geschiedenis

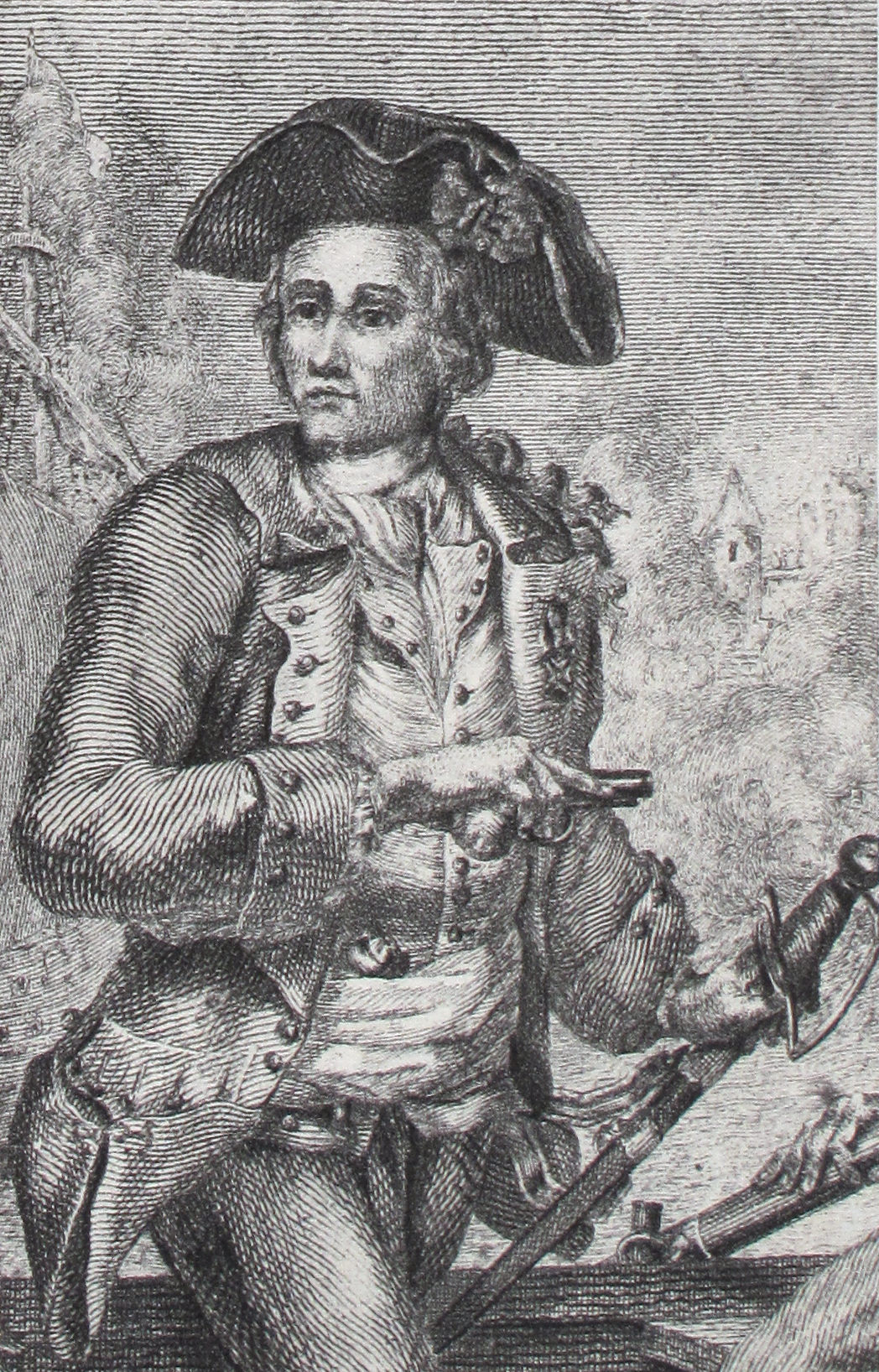
Jacques Cassard

### Jacques Cassard
In 1713 werd Curaçao binnengevallen door boekanier Jacques Cassard (Cassard-expeditie). Pogingen van de Nederlanders om hem van het eiland te verjagen mislukten en ze moesten terugtrekken naar Willemstad. De kanonnen van het fort werden, vlak voor Jacques Cassard bij het fort aankwam, onbruikbaar gemaakt. Toen het niet lukte om hem van het eiland te krijgen werd er door de toenmalige gezaghebbers geld neergelegd, om hem alsnog weg te krijgen. Het fort werd later niet veel meer gebruikt, maar verloor zijn waarde ook niet compleet, omdat het nog steeds gebruikt werd als ondersteuning van schepen die op de vlucht waren voor piraten.

### Engelsen en Fransen op Curaçao
In 1800 was het fort, met twaalf kanonnen, sterk bewapend en diende het zo als belangrijke verdediging. Op 4 september werd het fort ingenomen door de Fransen die het tot 23 september behielden, waarna het weer in Nederlandse handen kwam. Deze hielden het fort nog ongeveer een maand vast, toen op 15 oktober het eiland aan de Engelsen werd gegeven. In 1802 werd, na de Vrede van Amiens, het eiland teruggeven aan Nederland, dat het fort opnieuw bewapenende. Toch werd het fort  in 1807 opnieuw overgenomen door de Engelsen. Na de vele overnames werd het Verdrag van Londen in 1814 getekend en werd het fort in 1816 teruggegeven aan Nederland. Hierna is er met het fort op militair gebied niks meer gebeurd.

### Na 1816
Het fort is na 1816 niet meer serieus gebruikt en is flink vervallen. Behalve planten, die het fort volledig hebben overwoekerd, en overgebleven banners en logo's van de Frente Obrero Liberashon, die er nog wel eens campagnebijeenkomsten hield, is er niet veel meer over.
Fort Amsterdam - Fort Beekenburg - Fort Sint Michiel - Fort Nassau - Fort Piscadera - Riffort - Fort Waakzaamheid - Waterfort